# Bertrand (patronyme)
Pour les articles homonymes, voir Bertrand.
Cette page présente le nom de famille Bertrand ainsi que ses variantes.
Bertrand est un patronyme français.

## Origine
Le patronyme Bertrand vient du prénom Bertrand.

## Popularité
Bertrand est le 17e nom de famille le plus porté en France.

## Familles et personnalités portant ce patronyme
Bertrand est un nom de famille  notamment porté par :

- Haut – A
- B
- C
- D
- E
- F
- G
- H
- I
- J
- K
- L
- M
- N
- O
- P
- Q
- R
- S
- T
- U
- V
- W
- X
- Y
- Z

### A
- Adrien Bertrand (1888-1917), journaliste et écrivain français, prix Goncourt 1914 ;
- Alain Bertrand  ;
- Albert Emmanuel Bertrand (1855-1912), artiste français ;
- Alexandre Bertrand  ;
- Alexia Bertrand (née en 1969), femme politique belge ;
- Alfred Bertrand  ;
- Aloysius Bertrand (1807-1841), poète français ;
- Alphonse Bertrand (1826-1897), architecte français ;
- Alphonse Bertrand (1846-1926), homme politique canadien ;
- André Bertrand (1929-2003), affichiste français ;
- André-Numa Bertrand (1876-1946), pasteur protestant français ;
- Anne-Marie Bertrand  ;
- Antoine Bertrand (1749-1816), homme politique français ;
- Antoine Bertrand (1977-), acteur et animateur québécois ;
- Antoine de Bertrand (v.1540-v.1580), compositeur français ;
- Antoine François Bertrand de Molleville (1744-1818), homme politique français ;
- Antoine Joseph Bertrand (1767-1835), général français du Premier empire ;
- Antoine-Marie Bertrand (1752-1796), homme politique français, maire de Lyon ;

### B
- Benoît Bertrand (1960-), évêque français ;

### C
- Cécile Bertrand (1953-2024), illustratrice, dessinatrice de presse et plasticienne belge ;
- Charles Bertrand (1884-1954), homme politique français ;
- Charles Bertrand (1991-), joueur de hockey sur glace français ;
- Charles Eugène Bertrand (1851-1917), paléobotaniste français ;
- Charles-Auguste Bertrand (1890-1977), homme politique canadien du Québec ;
- Christophe Bertrand (1981-2010), compositeur français ;
- Claire Bertrand ou Claire Bertrand-Eisenschitz (1890-1969), peintre française ;
- Claude Bertrand  ;
- Claudine Bertrand (1948-), poétesse canadienne ;
- Claude-Jean Bertrand (1934-2007), universitaire français ;
- Claude Joseph Alexandre Bertrand (1734-1797), architecte français ;
- Coralie Bertrand (1994-), joueuse de rugby à XV et à sept française ;

### D
- Diane Bertrand (1951-), réalisatrice française ;
- Dominique Bertrand (1931-), jésuite français, spécialiste d'Ignace de Loyola ;

### E
- Élie Bertrand (1712-1755), naturaliste suisse ;
- Élise Bertrand (1946-), actrice québécoise spécialisée dans le doublage ;
- Élise Bertrand (2000-), violoniste et compositrice française ;
- Élodie Bertrand (1981-), skipper française ;
- Emanuel Bertrand (1973-), historien des sciences et physicien français ;
- Émile Bertrand  ;
- Ernest Bertrand (1888-1958), député fédéral québécois ;
- Eugène Bertrand  ;

### F
- Fabien Bertrand (1971-), skieur acrobatique français ;
- François Bertrand  ;
- François-Gabriel Bertrand (1797-1875), homme politique français ;
- Frank Bertrand (1949-2018), écrivain et psychanalyste ;
- Frédérique Bertrand (1969-), autrice et illustratrice française ;

### G
- Gabriel Bertrand (1867-1962), biochimiste et bactériologiste français ;
- Gabrielle Bertrand (1737-1802), peintre lorraine ;
- Gabrielle Bertrand (1908-1961), journaliste, écrivain et exploratrice française ;
- Gabrielle Bertrand (1923-1999), femme politique canadienne ;
- Gaston Bertrand (1910-1994), peintre, dessinateur et graveur belge ;
- Georges Bertrand (1935-) géographe français et professeur ;
- Georges Jules Bertrand (1849-1929), peintre français ;
- Gilles Bertrand (1924-), neurochirurgien canadien ;
- Gilles Bertrand (1955-), journaliste français ;
- Gustave Bertrand (1896-1976), officier français de renseignement, qui a contribué au déchiffrement d'Enigma ;
- Guy Bertrand  ;

### H
- Henri Bertrand  ;
- Henry Bertrand  ;

### I
- Isidore Bertrand (1829-1914), prêtre et journaliste français ;

### J
- Jacob Bertrand (2000-), acteur américain ;
- Jacqueline Bertrand (1929-), nageuse française ;
- Jacques Bertrand  ;
- Jacques-André Bertrand (1946-2022), écrivain français ;
- Jacques-Paul Bertrand (1930-2006), producteur et réalisateur français ;
- James Bertrand (1823-1887), peintre français ;
- Janette Bertrand (1925-), journaliste, comédienne, autrice, féministe québécoise ;
- Jean Bertrand  ;
- Jean de Bertrand  ;
- Jean-Claude Bertrand (1928-1987), peintre français ;
- Jean-Claude Bertrand (1954-), joueur de badminton français ;
- Jean-François Bertrand (1946-), homme politique canadien au Québec ;
- Jean-Jack Bertrand alias Jean-Jacques Bertrand (1956-), skieur alpin ;
- Jean-Jacques Bertrand (homonymie)  ;
- Jean-Luc Bertrand  ;
- Jean-Marie Bertrand  ;
- Jean-Michel Bertrand (1943-2008), homme politique français ;
- Jean-Michel Bertrand (1959-), photographe, cinéaste animalier et réalisateur français ;
- Jean-Pierre Bertrand  ;
- John Bertrand (1946-),  skipper australien ;
- John Bertrand (1956-), skipper américain ;
- Joseph Bertrand (1822-1900), mathématicien, historien des sciences et académicien français ;
- Joseph Bertrand (1877-1918), nageur français ;
- Jules Bertrand  ;

### L
- Léon Bertrand  ;
- Lionel Bertrand (1906-1979), journaliste et homme politique canadien ;
- Liseby Bertrand connue comme Liseby Elysé (1953-), militante chagossienne de nationalité mauricienne ;
- Louis Bertrand  ;
- Luc Bertrand  ;

### M
- Marcel Alexandre Bertrand (1847-1907), géologue français ;
- Marcel Bertrand  ;
- Marcheline Bertrand (1950-2007), actrice d'origine québécoise ; mère d'Angelina Jolie ;
- Marianne Bertrand (1970-), économiste belge ;
- Marion Bertrand (1984-), skieuse alpine française ;
- Michel Bertrand  ;

### N
- Noël François Bertrand (1784-1852), dessinateur et graveur français ;

### O
- Olivia Bertrand (1989-), skieuse alpine française ;
- Olivier Bertrand  ;

### P
- Patrick Bertrand (1954- ), dirigeant d'entreprises français ;
- Paul Bertrand  ;
- Paulin Bertrand (1852-1940), peintre français ;
- Philippe Bertrand  ;
- Pierre Bertrand  ;
- Pierre-Joseph Bertrand (1812-1879), personnalité politique française ;
- Plastic Bertrand (1954-), auteur-compositeur-chanteur belge ;

### R
- Raymond de Bertrand (1802-1864), érudit et historien français ;
- Rémi Bertrand (1982-), écrivain belge ;
- René Ludovic Bertrand  (1813-1881), général français ;
- Robert Bertrand (1953-2022), assureur, homme d'affaires et homme politique fédéral du Québec ;
- Robert VIII Bertrand de Bricquebec (1285-1348), homme d'État, diplomate, maréchal de France ;
- Romain Bertrand (1974-), historien et romancier français ;
- Rosaire Bertrand (1936-), ancien ministre québécois et député péquiste de Charlevoix ;
- Ryan Bertrand (1989-), footballeur anglais ;

### S
- Sarah Bertrand (1973-), actrice et réalisatrice française ;
- Solange Bertrand (1913-2011), peintre et sculptrice française ;
- Stéphen Bertrand (1967), poète français ;

### T
- Thérèse Bertrand-Fontaine (1895-1987), médecin français, 1re femme membre titulaire de l'Académie de médecine ;
- Tony Bertrand (1912-2018), athlète et dirigeant sportif ;
- Toussaint Bertrand (1893-1870), homme politique français ;

### V
- Victor Bertrand (1857-1931), lieutenant général belge pendant la Première Guerre mondiale ;
- Vincent-René Barbet du Bertrand (1770-1852), homme de lettres français ;

### W
- William Bertrand (1881-1961), homme politique et ancien ministre français ;

### X
- Xavier Bertrand (1965-), homme politique français ;

### Y
- Yann Arthus-Bertrand (1946-), photographe français ;
- Yves Bertrand (1944-2013), directeur central des Renseignements généraux.

### voir aussi
- famille Bertran
- famille Bertran de Balanda
- famille Bertrand de Beauvoir ;
- famille Bertrand - Hermite, lignée de personnalités scientifiques françaises ;
- famille de Bertrand, noblesse de Savoie/Piémont.

### patronymes composés
- Arthus-Bertrand  ;
- Bertrand de Beauvoir  ;

## Personnalité portant ce patronyme comme pseudonyme
Plastic Bertrand est un pseudonyme notamment porté par :
- Roger Jouret (1958-), chanteur belge.